# Echemella
Echemella es un género de arañas araneomorfas de la familia Gnaphosidae. Se encuentra en África oriental y África central. 

## Lista de especies
Según The World Spider Catalog 12.0:
- Echemella occulta (Benoit, 1965)
- Echemella pavesii (Simon, 1909)
- Echemella quinquedentata Strand, 1906
- Echemella sinuosa Murphy & Russell-Smith, 2007
- Echemella strandi (Caporiacco, 1940)
- Echemella tenuis Murphy & Russell-Smith, 2007